# Mark Regan
Mark Peter Regan MBE (* 28. Januar 1972 in Bristol) ist ein ehemaliger englischer Rugby-Union-Spieler. Er spielte als Hakler für Bristol und war jahrelang für die englische Nationalmannschaft aktiv.

## Karriere
Regan begann im Alter von acht Jahren beim Keynsham RFC mit dem Rugbysport und verbrachte seine restliche Jugendzeit beim St Brendan’s Old Boys RFC und beim Verein seiner Heimatstadt. Er durchlief alle Jugendnationalmannschaften des Landes und wurde im November 1995 erstmals für die Herrennationalmannschaft Englands gegen Südafrika eingesetzt. Im Jahr 1997 wurde er für die Südafrika-Tour der British Lions nominiert und spielte im abschließenden Spiel der siegreichen Serie. Im selben Jahr wechselte er zu Bath, wo er fünf Jahre blieb und unter anderem den Heineken Cup gewinnen konnte.
Im Jahr 2003 wurde Regan für den Kader Englands zur Weltmeisterschaft 2003 nominiert und kam zu zwei Einsätzen. Aufgrund einer Verletzung konnte er nicht am Finale teilnehmen, das den ersten Weltmeistertitel für England brachte. Zu dieser Zeit spielte er bereits für die Leeds Tykes, mit denen er 2005 in seiner letzten Spielzeit dort den Powergen Cup gewann. Er ging zurück nach Bristol und kehrte im Jahr 2007 nach fast drei Spielzeiten Auszeit zurück in die Nationalmannschaft und nahm erneut an einer Weltmeisterschaft teil. Diesmal konnte er am Finale des Turniers teilnehmen, das jedoch gegen Südafrika verloren ging. Im Anschluss führte er die Barbarians zu einem Sieg gegen den amtierenden Weltmeister, obwohl ihm sein Verein die Teilnahme an diesem Spiel verweigert hatte und eine Strafe ankündigte. Bei den Six Nations 2008 lief er im Alter von 36 Jahren letztmals für England auf.
Am Ende der Saison 2008/09 der Guinness Premiership beendete er auch seine Clubkarriere. In seiner abschließenden Spielzeit stieg sein Heimatverein in die National Division One ab. Er wird in naher Zukunft beim englischen Verband einen Trainerlehrgang absolvieren.
Regans Spitzname „Ronnie“ bezieht sich auf den ehemaligen Präsidenten der Vereinigten Staaten Ronald Reagan. Er engagiert sich im Rahmen der Wooden Spoon Society und der Bristol Children’s Society, zwei wohltätigen Verbänden, die sich um die Förderung sozial benachteiligter Kinder und Jugendlicher kümmern.

## Erfolge
- Weltmeisterschaften: Sieger 2003, Finalist 2007
- British and Irish Lions: 1997
- Sieger Five / Six Nations: 1996, 2001, 2003
- Sieger Heineken Cup: 1998
- Sieger Powergen Cup: 2005